# Orgelsymfonie
Een orgelsymfonie is een muziekstuk voor solo pijporgel dat uit meerdere delen bestaat. De vorm is dus dezelfde als die van een orgelsonate, maar een orgelsymfonie onderscheidt zich hiervan door de imitatie van de textuur en kleur van een symfonieorkest.
Hoewel de eerste orgelsymfonie werd geschreven door de Duitse componist Wilhelm Valentin Volckmar in 1867, wordt het genre meestal in verband gebracht met de late Franse romantiek. Daar was de Grande Pièce Symphonique van César Franck het eerste werk in dit genre. Hij werd gevolgd door Charles–Marie Widor, die tien orgelsymfonieën schreef en gezien wordt als de eigenlijke bedenker van het genre, en zijn leerling Louis Vierne. De orgelsymfonieën van Vierne gelden als de meest betekenisvolle. 
Kenmerkend voor veel orgelsymfonieën is het grote aantal delen, meestal meer dan de gebruikelijke 4. Zo schreef Widor symfonieën met tot zeven delen. Viernes eerste orgelsymfonie had 6 delen, de andere 5 bestaan uit 5 delen. Ander componisten van orgelsymfonieën zijn Marcel Dupré en Charles Tournemire.
De orgelsymfonie vond buiten Frankrijk weinig opgang, hoewel ook bv. Sigfrid Karg-Elert een orgelsymfonie schreef. Dit kan verklaard worden door de bijzondere kenmerken van de Franse orgelbouw. De voornaamste exponent hiervan is de Franse orgelbouwer Aristide Cavaillé-Coll, wier orgels een karakteristieke symfonische klank hebben. In 2007 componeerde Kalevi Aho Alles Vergängliche, een orgelsymfonie. 
De term orgelsymfonie wordt ook vaak gebruikt voor symfonieën voor orgel en orkest, waarvan de beroemde Derde symfonie van Camille Saint-Saëns de bekendste is.